# مدينة شراحيل (تونس)
مدينة شراحيل هي مدينة تونسية تقع في ولاية المنستير. تكوّن بلدية يقطنها 173 4 نسمة حسب التعداد الرسمي في 2004. وتنتمي إداريا لمعتمدية المكنين.